# Cúp bóng đá Macedonia 1992–93
Cúp bóng đá Macedonia 1992–93 là mùa giải đầu tiên của giải đấu bóng đá loại trực tiếp của Macedonia, kể từ khi Macedonia độc lập khỏi Nam Tư. Đội vô địch mùa giải 1992–93 là FK Vardar với chức vô địch đầu tiên. Thông tin của tất cả các vòng đấu không được tìm thấy ngoại trừ trận chung kết.

## Chung kết
| Vardar    | 1–0 | Pelister |
| --------- | --- | -------- |
| Savov 88' |     |          |